# بوهوسلاف کارلیک
بوهوسلاف کارلیک (چکی: Bohuslav Karlík; ۲۵ نوامبر ۱۹۰۸ – ۲۹ سپتامبر ۱۹۹۶) قایقران کانو اهل چکسلواکی بود.